# Derinkuyu, Tavas
Derinkuyu là một xã thuộc huyện Tavas, tỉnh Denizli, Thổ Nhĩ Kỳ. Dân số thời điểm năm 2010 là 546 người.